# Йоана Първулеску
Йоана Първулеску (на румънски: Ioana Pârvulescu) е румънска есеистка, публицист, литературна критичка, преводачка от и на френски и немски език, професор по литература в Букурещкия университет, поетеса и писателка на произведения в жанра драма, лирика и исторически роман.

## Биография и творчество
Йоана Първулеску е родена на 10 януари 1960 г. в Брашов (тогава с името „Сталин“), Румъния.
Завършва през 1983 г. румъно-френски отдел на Факултета по литература на Букурещкия университет. След дипломирането си, в периода 1983 – 1990 г. е учител по румънски и френски език в гимназия в Гюргево. В периода 1990 – 1993 г. е редактор в издателство „Литера Букурещ“.
В периода 1993 – 2010 г. е редактор в седмичника „Литературна Румъния“, като отговаря за раздел „Литературна критика“. Постоянни седмични рубрики през този период са: Литературна хроника, Литературни награди, Дамска азбука (история на женския литературен герой в румънската литература), Джентълменска азбука (история на мъжкия литературен герой), Междувоенно списание, Хроника на оптимизма/песимизма, и др. Сътрудничи си със статии в основните културни списания в Румъния. Съавтор е на учебниците по румънски език и литература за IX-XII клас на издателство „Хуманитас“.
През 1999 г. придобива научната степен доктор по филология, като защитава дисертация на тема „Литературните предразсъдъци: удобните мнения при тълкуването на румънската литература“, частично публикувана през 1999 г. като „Литературни предразсъдъци“. От 2004 г. е професор по литература в катедрата по литературознание във Факултета по литература на Букурещкия университет.
От 2003 г. публикува няколко есета за ежедневието в Румъния през 19 век, между двете световни войни и по време на комунизма.
Първият ѝ роман „Животът започва в петък“ е издаден през 2009 г. Младият Дан Крецу по необясним начин се озовава в миналото, през 1897 г. в покрайнините на приказния и зимен Букурещ. Въпреки всичко той намира подкрепа и приятели, включително красивата Юлия Маргулис, и започва работа в известен вестник. Изчезването на една икона засилва и без това наличните подозренията към него и е предприето полицейско разследване, на чийто фон се разгръща и една любовна история за преживените 12 дни. Романът е изграден чрез преплитането на двете гледни точки на основните герои. През 2013 г. книгата получава наградата за литература на Европейския съюз.
Романът ѝ „Бъдещето започва в понеделник“ от 2012 г. е продължение на историята. Двата романа представят литературен портрет на работата на вестникаря, лекаря и полицая от тази епоха, както и романтична история за любовта на няколко двойки, на изображението на някогашния митологизиран Букурещ.
Прави преводи на румънски език на произведения на Морис Надо, Райнер Мария Рилке, Милан Кундера, Лоран Сексик, и др. В издателство „Хуманитас“ координира литературната поредица „Книга на нощното шкафче“. Член е на Съюза на писателите на Румъния.
Йоана Първулеску живее със семейството си в Букурещ.

## Произведения

### Самостоятелни романи
- Viaţa începe vineri (2009) – награда за литература на Европейския съюз
Животът започва в петък, изд.: ИК „Персей“, София (2016), прев. Христо Боев
- Viitorul începe luni (2012)
Бъдещето започва в понеделник, изд.: ИК „Персей“, София (2016), прев. Христо Боев
- Inocenţii (2016)
Когато светът беше невинен, изд.: ИК „Ерго“, София (2018), прев. Христо Боев

### Поезия
- Lenevind într-un ochi (1990)
- Cum continuă povestea (2014)

## Документалистика
- Alfabetul doamnelor (1999) – литературна критика
- Prejudecăţi literare (1999) – теория на литературната критика
- Întoarcere în Bucureştiul interbelic (2003)
- În intimitatea secolului 19 (2005)
- În ţara Miticilor. De şapte ori Caragiale (2007)
- Întoarcere în secolul 21 (2009)
- Cartea întrebărilor (2010)
- Lumea ca ziar. A patra putere: Caragiale (2011)
- Dialoguri secrete (2018)

### Сборници
- „Un pariu la Paris“ в „Poveşti de dragoste la prima vedere“ (2008)
- „Prima carte cu secret“ в „Care-i faza cu cititul“ (2010)
- „Dorinţa“ в „Cui i-e frică de computer?“ (2013)
- „Nu ştiu să mint şi Necunoscuta“ в „Uite cine vorbeşte“ (2016)
- „România redusă la scară. La scara trenului“ в „Cum să fii fericit în România“ (2017)
- „Prietenul meu“ – в учебника за 6-и клас (2017)

### Преводи на румънски език
- Ангелус Силезиус „Cherubinicher Wandersmann / Călătorul heruvimic“ (1999)
- Морис Надо „Да бъде благословен“ (2002)
- Лоран Сексик „Консултация“ (2007)
- Райнер Мария Рилке „Ангелът пазител“ (2007)
- Рьоне Госини, Албер Юдерзо „Астерикс, смелият гал“ (2017), „Златната кошница“ (2018)
- Милан Кундера „Празникът на внушението“ (2014)
- Антоан дьо Сент-Екзюпери „Малкият принц“ (2015)